# Himantocladium bicoloratum
Himantocladium bicoloratum là một loài Rêu trong họ Neckeraceae. Loài này được (Müll. Hal.) Broth. ex Paris miêu tả khoa học đầu tiên năm 1909.